# François Debias-Aubry
Pour les articles homonymes, voir Debias et Aubry.
François Debias-Aubry est un architecte-expert-bourgeois de Paris, mort en 1773.
Au début de sa carrière, il était associé aux spéculations de François Duret.

## Biographie
François Duret a été Conseiller au Parlement de Paris par provisions le 23 décembre 1694, reçu le 9 février 1695. Il a été président du Grand Conseil par provisions le 12 février 1699, enregistrées le 18. Il se démet et est remplacé le 16 juin 1708. Il meurt 21 juin 1731. 
On connaît plus François Duret pour ses opérations immobilières dans le faubourg Saint-Germain que pour ses interventions dans le cadre de ses fonctions.
Les bâtiments de François Debias-Aubry étaient appréciés de ses contemporains. Deux de ses hôtels, l'hôtel de Villeroy et l'hôtel de La Vrillière, seront gravés. Jacques-François Blondel a écrit : « M. Aubry est un architecte de réputation qui a beaucoup fait bâtir à Paris et dont l'expérience lui attire la confiance d'une infinité de grands seigneurs » (Architecture française, 1752).
L'hôtel de Bouillon était apprécié de ses confrères. Contant d'Ivry et Chevotet avaient proposé d'intégrer cet hôtel dans leur projet pour un nouvel hôtel de ville.
L'estimation de ses biens a été fait le 26 novembre 1773.

## Principales réalisations
- 1713-1724 : Hôtel de Villeroy, 78 rue de Varenne,
- 1718 : Maison Chrétien Dufour, rue des Fossés-Monsieur-le-Prince,
- 1724 : Hôtel de Brienne, 14 rue Saint-Dominique,
- 1727 : Maison Desboulets, angle de la rue de la Tonnellerie et de la rue Saint-Honoré,
- 1727-1729 : Hôtel de Charles-Maurice abbé de Broglie, 16 rue Saint-Dominique,
- 1729 : Hôtel de Thianges, rue Taranne,
- 1729 : Maison Debias-Aubry, rue Saint-Martin, rue de Venise,
- 1729 : Maison Debias-Aubry, rues des Fossés-Saint-Bernard et Saint-Victor,
- 1729 : Hôtel Durey d'Arnoncourt, rue de Vendôme,
- 1729 : Maison Claude Marois, rue Saint-Louis et rue Saint-François,
- 1733 : Hôtel Turgot, rue Portefoin,
- 1735 : Hôtel Toynard de Vougy, 5 rue du Coq-Héron,
- 1737 : Maison Cotelle, rues Saint-André-des-Arts et des Grands-Augustins,
- 1740 : Maison Juliennet, 45 rue de la Harpe,
- 1741-1744 : Hôtel de Chimay, Grand hôtel de Bouillon, 17 quai Malaquais,
- 1742 : Agrandissement de l'hôtel de Gouvernet, rue du Coq-Héron,
- 1745 : Petit hôtel de Bouillon, 15 quai Malaquais,
- 1750 : Écuries du château de Navarre dans l'Eure.